# Primera División (Argentinien)
Die Primera División (offiziell seit 2020 Liga Profesional de Fútbol (LPF) oder kurz Liga Profesional) ist die höchste argentinische Fußballliga. Sie existiert seit 1985 als Nachfolger des Campeonato de Primera División (1891–1966) und des Torneo Metropolitano (1967–1985) und wird von der Asociación del Fútbol Argentino (AFA) betrieben und organisiert. Momentan spielen 28 Vereine in der Liga (Stand: Saison 2023). Bei den argentinischen Fans hat die Liga einen besonderen Stellenwert, da die Meisterschaft lange Zeit der einzige nationale Titel war, den ein Verein gewinnen konnte. Es gibt, nach zwei Editionen 1969 und 1970, erst seit 2011 mit der Copa Argentina einen nationalen Pokalwettbewerb, 2012 wurde zudem die Supercopa Argentina ins Leben gerufen.
Die argentinische Liga ist in Südamerika mit der brasilianischen Liga führend. Dies zeigt sich vor allem an den internationalen Erfolgen der Vereine. So gewannen argentinische Vereine bisher mit 25 Titeln am häufigsten den wichtigsten internationalen südamerikanischen Wettbewerb für Vereinsmannschaften, die Copa Libertadores, dicht gefolgt von den Teams aus Brasilien mit 24 Erfolgen (Stand 2024).

## Modus
Nach der Reform des Spielmodus 2012, also ab der Saison 2012/13, wurden Hin- und Rückrunde unter den Namen Torneo Inicial und Torneo Final separat ausgetragen, es gibt jedoch nur einen Meister pro Saison. Die beiden Erstplatzierten aus den Saison-Hälften treffen in einem Endspiel aufeinander. Der Gewinner dieses Endspiels ist argentinischer Meister. Hin- und Rückrunde einer Saison wurden bis 2011/12 als eigenständige Meisterschaften ausgetragen (Apertura-und-Clausura-System). In der Saison 2013/14 wurde der Modus wieder auf Hinrunden- und Rückrunden-Meisterschaft geändert. Das Superfinal der Meister aus Torneo Inicial und Torneo Final ist ein eigener Titel.
Seit 2015 wird die Primera División mit 26 Teilnehmern ausgetragen und ein einziger Meister ausgespielt. Die 25 Partien pro Team setzen sich aus einer Einfachrunde und einem zusätzlichen Derby zusammen. Ab der Saison 2016/17 wurde die Meisterschaft nicht mehr kalenderjährlich ausgespielt, sondern der Kalender an die europäischen Ligen angepasst.
Auf die Saison 2019/2020 hin wurde die Anzahl der Teams von 26 auf 24 reduziert, wobei der Modus beibehalten wurde (23 Partien und ein zusätzliches Derby). Der Grund für diese Änderung war, im Terminplan Platz für die Copa de la Superliga zu schaffen, die in einem neuen Format ausgetragen wird. Seit 2021 wird wieder in Wettbewerb innerhalb eines Kalenderjahres gespielt.
Der Abstieg richtet sich nach dem Punkteschnitt in den letzten vier (bis 2014: drei) Jahren; bei Aufsteigern werden nur die Spiele in der Primera División seit dem letzten Aufstieg berücksichtigt. Die zwei (bis 2014: drei) Mannschaften mit dem schlechtesten Punkteschnitt steigen direkt in die Primera B Nacional ab. Die bis 2011/2012 bestehenden Relegationsspiele wurden abgeschafft.

## Teilnehmer (Saison 2025)
| Klub                    | Stadt                 | Stadion                                     | Kapazität |
| ----------------------- | --------------------- | ------------------------------------------- | --------- |
| Aldosivi                | Mar del Plata         | Estadio José María Minella                  | 35.354    |
| Argentinos Juniors      | Buenos Aires          | Estadio Diego Armando Maradona              | 25.500    |
| Atlético Tucumán        | San Miguel de Tucumán | Estadio Monumental José Fierro              | 32.700    |
| Banfield                | Banfield              | Estadio Florencio Sola                      | 34.901    |
| Barracas Central        | Buenos Aires          | Estadio Claudio Tapia                       | 4.400     |
| Belgrano                | Córdoba               | Estadio Julio César Villagra                | 33.000    |
| Boca Juniors            | Buenos Aires          | Estadio Alberto J. Armando                  | 57.000    |
| Central Córdoba         | Santiago del Estero   | Estadio Alfredo Terrera                     | 23.000    |
| Defensa y Justicia      | Florencio Varela      | Estadio Norberto Tomaghello                 | 10.500    |
| Deportivo Riestra       | Buenos Aires          | Estadio Guillermo Laza                      | 3.000     |
| Estudiantes             | La Plata              | Estadio Jorge Luis Hirschi                  | 32.530    |
| Gimnasia y Esgrima      | La Plata              | Estadio Juan Carmelo Zerillo                | 24.544    |
| Godoy Cruz              | Mendoza               | Estadio Malvinas Argentinas                 | 40.268    |
| Huracán                 | Buenos Aires          | Estadio Tomás Adolfo Ducó                   | 48.314    |
| Independiente           | Avellaneda            | Estadio Libertadores de América             | 52.853    |
| Independiente Rivadavia | Mendoza               | Estadio Bautista Gargantini                 | 24.000    |
| Instituto               | Córdoba               | Estadio Juan Domingo Perón                  | 26.000    |
| Lanús                   | Lanús                 | Estadio Ciudad de Lanús – Néstor Díaz Pérez | 46.619    |
| Newell’s Old Boys       | Rosario               | Estadio Marcelo Bielsa                      | 38.095    |
| Platense                | Vicente López         | Estadio Ciudad de Vicente López             | 34.530    |
| Racing Club             | Avellaneda            | Estadio Presidente Perón                    | 55.389    |
| River Plate             | Buenos Aires          | Estadio Monumental Antonio Vespucio Liberti | 84.567    |
| Rosario Central         | Rosario               | Estadio Gigante de Arroyito                 | 41.654    |
| San Lorenzo             | Buenos Aires          | Estadio Pedro Bidegain                      | 39.494    |
| San Martin              | San Juan              | Estadio del Bicentenario                    | 25.000    |
| Sarmiento               | Junín                 | Estadio Eva Perón                           | 23.000    |
| Talleres                | Córdoba               | Estadio Mario Alberto Kempes                | 57.000    |
| Tigre                   | Victoria              | Estadio José Dellagiovanna                  | 26.282    |
| Unión                   | Santa Fe              | Estadio 15 de Abril                         | 22.852    |
| Vélez Sársfield         | Buenos Aires          | Estadio José Amalfitani                     | 45.540    |

## Meistertitel

### Campeonato de Primera División von 1891 bis 1966
| Jahr                   | Meister                         |
| ---------------------- | ------------------------------- |
| 1891                   | Saint Andrew’s                  |
| 1892                   | Meisterschaft nicht ausgetragen |
| 1893                   | Lomas Athletic                  |
| 1894                   | Lomas Athletic                  |
| 1895                   | Lomas Athletic                  |
| 1896                   | Lomas Academy                   |
| 1897                   | Lomas Athletic                  |
| 1898                   | Lomas Athletic                  |
| 1899                   | Belgrano Athletic               |
| 1900                   | Alumni                          |
| 1901                   | Alumni                          |
| 1902                   | Alumni                          |
| 1903                   | Alumni                          |
| 1904                   | Belgrano Athletic               |
| 1905                   | Alumni                          |
| 1906                   | Alumni                          |
| 1907                   | Alumni                          |
| 1908                   | Belgrano Athletic               |
| 1909                   | Alumni                          |
| 1910                   | Alumni                          |
| 1911                   | Alumni                          |
| 1912                   | Quilmes AC                      |
| 1912 (FAF)             | Porteño                         |
| 1913                   | Racing Club                     |
| 1913 (FAF)             | Estudiantes de La Plata         |
| 1914                   | Racing Club                     |
| 1914 (FAF)             | Porteño                         |
| 1915                   | Racing Club                     |
| 1916                   | Racing Club                     |
| 1917                   | Racing Club                     |
| 1918                   | Racing Club                     |
| 1919                   | Boca Juniors                    |
| 1919 (AAF)             | Racing Club                     |
| 1920                   | Boca Juniors                    |
| 1920 (AAF)             | River Plate                     |
| 1921                   | Huracán                         |
| 1921 (AAF)             | Racing Club                     |
| 1922                   | Huracán                         |
| 1922 (AAF)             | Independiente                   |
| 1923                   | Boca Juniors                    |
| 1923 (AAF)             | San Lorenzo de Almagro          |
| 1924                   | Boca Juniors                    |
| 1924 (AAF)             | San Lorenzo de Almagro          |
| 1925                   | Huracán                         |
| 1925 (AAF)             | Racing Club                     |
| 1926                   | Boca Juniors                    |
| 1926 (AAF)             | Independiente                   |
| 1927                   | San Lorenzo de Almagro          |
| 1928                   | Huracán                         |
| 1929                   | Gimnasia y Esgrima La Plata     |
| 1930                   | Boca Juniors                    |
| 1931                   | Estudiantil Porteño             |
| 1931 (LAF)             | Boca Juniors                    |
| 1932                   | Sportivo Barracas               |
| 1932 (LAF)             | River Plate                     |
| 1933                   | Sportivo Dock Sud               |
| 1933 (LAF)             | San Lorenzo de Almagro          |
| 1934                   | Estudiantil Porteño             |
| 1934 (LAF)             | Boca Juniors                    |
| 1935                   | Boca Juniors                    |
| 1936 (Copa Campeonato) | River Plate                     |
| 1936 (Copa de Honor)   | San Lorenzo de Almagro          |
| 1936 (Copa de Oro)     | River Plate                     |
| 1937                   | River Plate                     |
| 1938                   | Independiente                   |
| 1939                   | Independiente                   |
| 1940                   | Boca Juniors                    |
| 1941                   | River Plate                     |
| 1942                   | River Plate                     |
| 1943                   | Boca Juniors                    |
| 1944                   | Boca Juniors                    |
| 1945                   | River Plate                     |
| 1946                   | San Lorenzo de Almagro          |
| 1947                   | River Plate                     |
| 1948                   | Independiente                   |
| 1949                   | Racing Club                     |
| 1950                   | Racing Club                     |
| 1951                   | Racing Club                     |
| 1952                   | River Plate                     |
| 1953                   | River Plate                     |
| 1954                   | Boca Juniors                    |
| 1955                   | River Plate                     |
| 1956                   | River Plate                     |
| 1957                   | River Plate                     |
| 1958                   | Racing Club                     |
| 1959                   | San Lorenzo de Almagro          |
| 1960                   | Independiente                   |
| 1961                   | Racing Club                     |
| 1962                   | Boca Juniors                    |
| 1963                   | Independiente                   |
| 1964                   | Boca Juniors                    |
| 1965                   | Boca Juniors                    |
| 1966                   | Racing Club                     |

### Torneo Metropolitano von 1967 bis 1985
| Jahr | Metropolitano           | Nacional                |
| ---- | ----------------------- | ----------------------- |
| 1967 | Estudiantes de La Plata | Independiente           |
| 1968 | San Lorenzo de Almagro  | Vélez Sarsfield         |
| 1969 | Chacarita Juniors       | Boca Juniors            |
| 1970 | Independiente           | Boca Juniors            |
| 1971 | Independiente           | Rosario Central         |
| 1972 | San Lorenzo de Almagro  | San Lorenzo de Almagro  |
| 1973 | Huracán                 | Rosario Central         |
| 1974 | Newell’s Old Boys       | San Lorenzo de Almagro  |
| 1975 | River Plate             | River Plate             |
| 1976 | Boca Juniors            | Boca Juniors            |
| 1977 | River Plate             | Independiente           |
| 1978 | Quilmes AC              | Independiente           |
| 1979 | River Plate             | River Plate             |
| 1980 | River Plate             | Rosario Central         |
| 1981 | Boca Juniors            | River Plate             |
| 1982 | Ferro Carril Oeste      | Estudiantes de La Plata |
| 1983 | Independiente           | Estudiantes de La Plata |
| 1984 | Argentinos Juniors      | Ferro Carril Oeste      |
| 1985 |                         | Argentinos Juniors      |

### Argentinische Meister 1985 bis 1991
| Jahr    | Meister           |
| ------- | ----------------- |
| 1985/86 | River Plate       |
| 1986/87 | Rosario Central   |
| 1987/88 | Newell’s Old Boys |
| 1988/89 | Independiente     |
| 1989/90 | River Plate       |
| 1990/91 | Newell’s Old Boys |

### Argentinische Meister des Modus Apertura/Clausura 1991–2012
| Jahr | Clausura               | Apertura                |
| ---- | ---------------------- | ----------------------- |
| 1991 |                        | River Plate             |
| 1992 | Newell’s Old Boys      | Boca Juniors            |
| 1993 | Vélez Sarsfield        | River Plate             |
| 1994 | Independiente          | River Plate             |
| 1995 | San Lorenzo de Almagro | Vélez Sarsfield         |
| 1996 | Vélez Sarsfield        | River Plate             |
| 1997 | River Plate            | River Plate             |
| 1998 | Vélez Sarsfield        | Boca Juniors            |
| 1999 | Boca Juniors           | River Plate             |
| 2000 | River Plate            | Boca Juniors            |
| 2001 | San Lorenzo de Almagro | Racing Club             |
| 2002 | River Plate            | Independiente           |
| 2003 | River Plate            | Boca Juniors            |
| 2004 | River Plate            | Newell’s Old Boys       |
| 2005 | Vélez Sarsfield        | Boca Juniors            |
| 2006 | Boca Juniors           | Estudiantes de La Plata |
| 2007 | San Lorenzo de Almagro | Lanús                   |
| 2008 | River Plate            | Boca Juniors            |
| 2009 | Vélez Sarsfield        | Banfield                |
| 2010 | Argentinos Juniors     | Estudiantes de La Plata |
| 2011 | Vélez Sarsfield        | Boca Juniors            |
| 2012 | Arsenal FC             |                         |

### Argentinische Meister des Modus Inicial/Final 2012–2014
| Jahr                 | Meister                |
| -------------------- | ---------------------- |
| 2012 (Inicial)       | Vélez Sarsfield        |
| 2013 (Final)         | Newell’s Old Boys      |
| 2012/13 (Superfinal) | Velez Sarsfield        |
| 2013 (Inicial)       | San Lorenzo de Almagro |
| 2014 (Final)         | River Plate            |

In der Saison 2012/13 wurde von der AFA das Superfinal Gewinner der Torneo Inicial und Final als Endspiel um die Meisterschaft erklärt, so dass Vélez Sarsfield der alleinige Titelträger der Saison wurde. 2013/14 wurden die Meisterschaften wieder nach Hin- und Rückrunde vergeben. Das Superfinal wurde als eigener Titel angesehen.

### Argentinische Meister des Campeonato de Primera División 2014–2024
| Jahr                | Meister         |
| ------------------- | --------------- |
| 2014                | Racing Club     |
| 2015                | Boca Juniors    |
| 2016                | Lanús           |
| 2016/17             | Boca Juniors    |
| 2017/18 (Superliga) | Boca Juniors    |
| 2018/19 (Superliga) | Racing Club     |
| 2019/20 (Superliga) | Boca Juniors    |
| 2021 (LPF)          | River Plate     |
| 2022 (LPF)          | Boca Juniors    |
| 2023 (LPF)          | River Plate     |
| 2024 (LPF)          | Velez Sarsfield |

### Argentinische Meister des Modus Apertura/Clausura
| Jahr | Apertura | Clausura |
| ---- | -------- | -------- |
| 2025 | Platense |          |

Im Jahr 2016 wurde zunächst eine verkürzte Meisterschaft gespielt, um anschließend ab der Saison 2016/17 in einen an die europäischen Ligen angepassten Rhythmus zu wechseln. Seit 2021 wird wieder ein Wettbewerb während eines Kalenderjahres gespielt.

### Meisterschaftsstatistik
River Plate ist momentan der Rekordmeister im argentinischen Fußball. Die folgenden Teams (nach der Anzahl der Meisterschaften geordnet) konnten bisher die Meisterschaft in Argentinien gewinnen:
| Rang | Verein                      | Titel |
| ---- | --------------------------- | ----- |
| 1    | River Plate                 | 38    |
| 2    | Boca Juniors                | 35    |
| 3    | Racing Club                 | 18    |
| 4    | Independiente               | 16    |
| 5    | San Lorenzo de Almagro      | 15    |
| 6    | Vélez Sársfield             | 11    |
| 7    | Alumni                      | 10    |
| 8    | Estudiantes de La Plata     | 6     |
| 8    | Newell’s Old Boys           | 6     |
| 10   | Lomas Athletic              | 5     |
| 10   | Huracán                     | 5     |
| 12   | Rosario Central             | 4     |
| 13   | Belgrano Athletic           | 3     |
| 13   | Argentinos Juniors          | 3     |
| 15   | Porteño                     | 2     |
| 15   | Estudiantil Porteño         | 2     |
| 15   | Quilmes AC                  | 2     |
| 15   | Ferro Carril Oeste          | 2     |
| 15   | Lanús                       | 2     |
| 20   | St. Andrew’s Scots School   | 1     |
| 20   | Lomas Academy               | 1     |
| 20   | Gimnasia y Esgrima La Plata | 1     |
| 20   | Sportivo Barracas           | 1     |
| 20   | Sportivo Dock Sud           | 1     |
| 20   | Chacarita Juniors           | 1     |
| 20   | Banfield                    | 1     |
| 20   | Arsenal FC                  | 1     |
| 20   | Platense                    | 1     |